# Carl Henrik Skytte
Carl Henrik Skytte, född den 12 augusti 1695 på Sinclairsholms slott, Gumlösa socken, död där den 6 februari 1752, var en svensk militär. Han var son till Nils Skytte och far till Carl Gustaf Skytte.
Skytte blev volontär vid Smålands femmänningsinfanteriregemente 1710, förare där 1711, fänrik vid Östra skånska infanteriregementet 1712, löjtnant där samma år och kapten 1714, med konfirmationsfullmakt 1715. Han bevistade bland annat fälttåget i Norge 1718 och därunder belägringen av Fredrikshald.Skytte erhöll 1730 majors avsked. Han skrev sig till Sävsjö och Sinclairsholm samt till Skeinge och Björkeberga, båda i Verums socken. Han fick i testamente sin fars kusins, friherre Carl Gustaf Skyttes, ansenliga egendom, vilken han dock först efter en längre tids rättegång kunde tillträda. Skytte blev 1748 riddare av Svärdsorden. Han gravsattes i Gumlösa kyrka.